# Staatliches Kolleg Šiauliai
Staatliches Kolleg Šiauliai (lit. Šiaulių valstybinė kolegija, ŠVK) ist eine staatliche Hochschule in Šiauliai, bis 2003  einziges Kolleg im Bezirk Šiauliai. Es hat 2 Fakultäten. Es gibt 20 Studiengänge.

## Geschichte

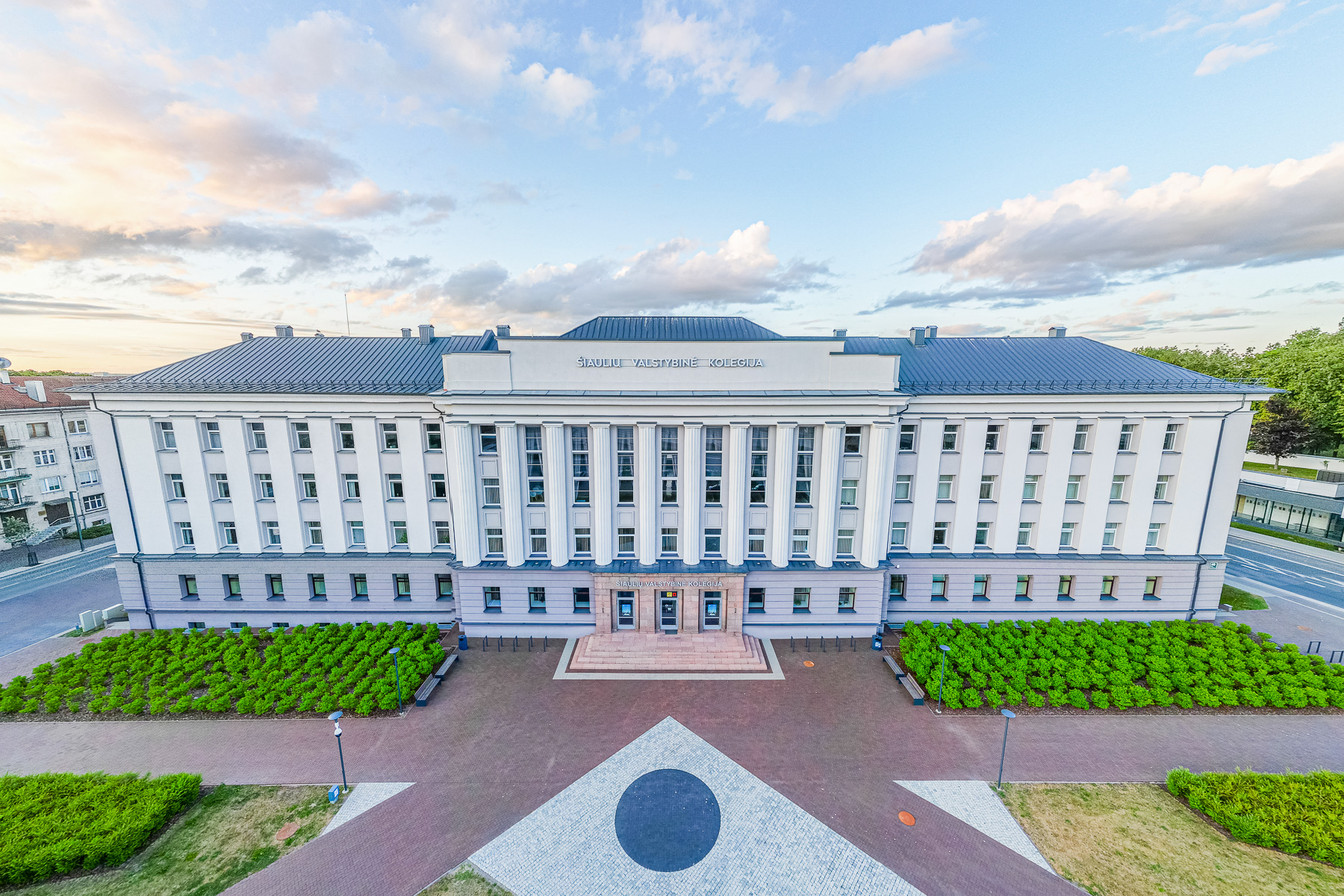
Gebäude

Juli 1946 wurden die Schule für Krankenschwestern, 1959 das Agrozootechnikum Šiauliai gegründet.
1961 wurde das Technikum zum Polytechnikum Šiauliai und 1991 zur Höheren technischen Schule Šiauliai.
1991 wurde die Medizinschule zur Höheren Medizinschule Šiauliai und 2002 das Kollegium Šiauliai gegründet. Die beiden höheren Schulen wurden zu den Fakultäten des Kollegs.
Juli 2010 wurde die Budgetanstalt Kolleg Šiauliai zum Staatlichen Kolleg Šiauliai (nach Rechtsform eine öffentliche Anstalt, viešoji įstaiga).

## Struktur
- Fakultät für Wirtschaft und Technologien
- Fakultät für Gesundheitspflege
  - Lehrstuhl für Biomedizinwissenschaften
  - Lehrstuhl für Rehabilitation
  - Lehrstuhl für Sozialarbeit

## Absolventen
- Andrius Šedžius (* 1976), Unternehmer und Politiker